# 萊恩·麥克曼恩
萊恩·派翠克·麥克曼恩（英語：Ryan Patrick McMahon，1994年12月14日—），為美國職棒大聯盟的內野手，目前效力於紐約洋基，他先前曾效力於科羅拉多洛磯。

## 職業生涯

### 科羅拉多洛磯
2013年美國職棒大聯盟選秀，洛磯隊在第二輪42順位選進麥克曼恩。該年他從新人聯盟出發，打擊率為3成21。接著他從1A、高階1A，迅速爬上2A。2017年，他從2A出發，6月升上3A，並在季中入選未來之星明星賽。
2017年8月12日，麥克曼恩登上大聯盟。這年他在小聯盟合計的打擊率為3成55，並敲出20轟。不過他在大聯盟出賽17場比賽，打擊率僅1成58。
2018年，麥克曼恩成為球隊的先發一壘手。但他在季初的打擊率不到2成，因此遭到下放3A。8月11日，他在落後2分時敲出再見3分砲，這是他大聯盟生涯首發再見轟。
2019年，麥克曼恩成為球隊主力二壘手，偶爾擔任一三壘手。該年他的打擊率為2成50，三振率29.7%為大聯盟最高。2020年，他的打擊率為2成15，並敲出9轟與26分打點。
2021年4月6日，麥克曼恩首度達成單場三響砲。整季他繳出2成54的打擊率，並敲出23轟與個人新高的86分打點。
2022年3月21日，麥克曼恩與洛磯簽下6年7000萬美元的合約。若他在接下來三年可以在MVP票選上拿下前五名，則可以使用逃脫條款。2024年，麥克曼恩首次入選明星賽。

### 紐約洋基
2025年7月25日，洛磯將麥克曼恩交易到洋基，換來Josh Grosz和Griffin Herring。

## 外部連結
- 球員資訊和成績在MLB ，ESPN ，Retrosheet ，Baseball Reference ，Baseball Reference (Minors) ，Fangraphs ，The Baseball Cube （英文）
- 萊恩·麥克曼恩的X（前Twitter）
- 萊恩·麥克曼恩的Instagram帳戶